# Geng Biao

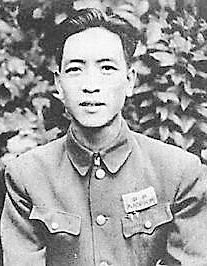
Geng Biao, 1949

Geng Biao (chinesisch 耿飚, Pinyin Gěng Biāo; * 26. August 1909 in Liling, Chinesisches Kaiserreich; † 23. Juni 2000 in Peking, Volksrepublik China) war ein chinesischer Diplomat und Politiker der Kommunistischen Partei Chinas.

## Leben
1928 wurde er Mitglied der Kommunistischen Partei Chinas. Als Soldat kämpfte er im Zweiten Japanisch-Chinesischen Krieg. Im Mai 1950 wurde er zum Botschafter der Volksrepublik für die Staaten Dänemark, Schweden und Finnland ernannt. 1971 kehrte er in die Volksrepublik China zurück. In späteren Jahren war er Botschafter in Pakistan, Myanmar und Albanien. Am 6. Oktober 1976 wurde ihm befohlen, während des Putsches gegen die Viererbande die Fernsehstationen in Peking zu kontrollieren. Als Nachfolger von Xu Xiangqian war Geng von 1981 bis 1982 Verteidigungsminister der Volksrepublik China. Ferner war er Stellvertretender Ministerpräsident der Volksrepublik China. Ihm folgte im Amt Zhang Aiping. 1983 wurde er stellvertretender Präsident des Ständigen Ausschuss des Nationalen Volkskongresses.